# Юнион-Парк (Флорида)
Юнион-Парк (англ. Union Park) — статистически обособленная местность, расположенная в округе Ориндж (штат Флорида, США) с населением в 10 191 человек по статистическим данным переписи 2000 года.

## География
По данным Бюро переписи населения США статистически обособленная местность Юнион-Парк имеет общую площадь в 7,77 квадратных километров, водных ресурсов в черте населённого пункта не имеется.
Статистически обособленная местность Юнион-Парк расположена на высоте 25 м над уровнем моря.

## Демография
По данным переписи населения 2000 года в Юнион-Парк проживало 10 191 человек, 2507 семей, насчитывалось 3644 домашних хозяйств и 3791 жилой дом. Средняя плотность населения составляла около 1311,58 человек на один квадратный километр. Расовый состав населённого пункта распределился следующим образом: 78,16 % белых, 4,94 % — чёрных или афроамериканцев, 0,32 % — коренных американцев, 3,45 % — азиатов, 0,06 % — выходцев с тихоокеанских островов, 3,64 % — представителей смешанных рас, 9,43 % — других народностей. Испаноговорящие составили 26,07 % от всех жителей статистически обособленной местности.
Из 3644 домашних хозяйств в 33,3 % воспитывали детей в возрасте до 18 лет, 50,6 % представляли собой совместно проживающие супружеские пары, в 13,2 % семей женщины проживали без мужей, 31,2 % не имели семей. 17,3 % от общего числа семей на момент переписи жили самостоятельно, при этом 3,6 % составили одинокие пожилые люди в возрасте 65 лет и старше. Средний размер домашнего хозяйства составил 2,79 человек, а средний размер семьи — 3,19 человек.
Население статистически обособленной местности по возрастному диапазону по данным переписи 2000 года распределилось следующим образом: 24,9 % — жители младше 18 лет, 14,8 % — между 18 и 24 годами, 32,6 % — от 25 до 44 лет, 19,0 % — от 45 до 64 лет и 8,7 % — в возрасте 65 лет и старше. Средний возраст жителей составил 31 год. На каждые 100 женщин в Юнион-Парк приходилось 100,5 мужчин, при этом на каждые сто женщин 18 лет и старше приходилось 97,9 мужчин также старше 18 лет.
Средний доход на одно домашнее хозяйство статистически обособленной местности составил 44 174 доллара США, а средний доход на одну семью — 45 191 доллар. При этом мужчины имели средний доход в 31 982 доллара США в год против 23 384 доллара среднегодового дохода у женщин. Доход на душу населения статистически обособленной местности составил 44 174 доллара в год. 7,9 % от всего числа семей в населённом пункте и 11,3 % от всей численности населения находилось на момент переписи населения за чертой бедности, при этом 13,9 % из них были моложе 18 лет и 9,5 % — в возрасте 65 лет и старше.